# Bendorf (Holstein)
Bendorf é um município da Alemanha, localizado no distrito de Rendsburg-Eckernförde, estado de Schleswig-Holstein.

## Estrutura da comunidade
A comunidade é constituída por duas aldeias: Bendorf Bendorf e Oersdorf e aldeias menores como Keller, Lohmühle, Hohenhorn, Wassermühle, Oersdorfer Viert, Scharfstein e campo Bendorfer Feld. Em sua forma atual, a cidade já existia desde 1938, quando Bendorf e Oersdorf foram fundidas.